# Pterolophia subfulvisparsa
Pterolophia subfulvisparsa är en skalbaggsart som beskrevs av Stefan von Breuning 1968. Pterolophia subfulvisparsa ingår i släktet Pterolophia och familjen långhorningar. Inga underarter finns listade i Catalogue of Life.